# 貝里琉戰役
貝里琉戰役（Battle of Peleliu），代號為欠行2號行動（Stalemate II），是第二次世界大戰太平洋戰爭中美國和大日本帝國在1944年9月至11月期間於今日的帕劳貝里琉上的一場戰役。美軍（原本只有美國海軍陸戰隊第1師，但後來由陸軍第81步兵師接手）在戰鬥中攻佔在這個小珊瑚島嶼的飛機跑道。
美國海軍陸戰隊第1師師長威廉·魯佩圖斯少將，預計在4天內攻佔該島。然而，由於日軍極其密集的防禦工事和頑強抵抗，戰鬥持續了2個月。該戰役至今仍然是第二次世界大戰中最有爭議的戰役之一，因該島的戰略價值不大，但美軍陣亡多人。以參戰兵力計算，貝里琉戰役的傷亡率是在太平洋戰爭中最高的。美國海軍陸戰隊國家博物館稱之為“海軍陸戰隊在戰爭中最激烈的戰鬥”。人数处于劣势的日本守军以裕仁天皇的名义顽强抵抗，为贝里琉岛赢得了“天皇之岛”的别称。日本士兵在这些洞穴里战至最后一人。当地居民至今仍然能在洞里找到日本士兵的骸骨。

## 背景
到1944年夏天，盟軍在西南和中太平洋的勝利使戰場更迫近日本，美軍轟炸機能攻擊日本南端的島嶼。美國參謀長聯席會議成員在兩個打敗日本的戰略建議之間出現分岐。道格拉斯·麥克阿瑟將軍的戰略是收復菲律賓，之後是攻佔琉球群島，再攻擊日本本土。海軍上將切斯特·尼米茲贊成一個更直接的戰略，即繞過菲律賓，但攻佔琉球和臺灣作為中轉區以進攻日本本土，之後才是入侵日本最南端的島嶼。
兩位指揮官的戰略均包括入侵帛琉，但出於不同的原因。美國海軍陸戰隊第1師已被選定實施這次進攻。富蘭克林·羅斯福總統前往珍珠港，與兩位指揮官會面，並聽取他們的論點，採用了麥克阿瑟的戰略。在麥克阿瑟可以奪回菲律賓前，美軍先攻佔帛琉群島，然後在貝里琉和安加爾建設機場，以保護麥克阿瑟的右翼。

## 準備

### 日軍
到1944年夏天，帛琉群島上大約3萬名日軍，其中約有1.1萬人在貝里琉，包括第14師團、朝鮮和沖繩的勞工。該師團第2聯隊（團）聯隊長中川州男大佐，領導籌備島內的防禦，而本部位於帛琉的第14師團之師團長井上貞衛中將，派遣司令部附同時也是構築陣地權威的村井權治郎少將至貝里琉島協助中川州男大佐進行陣地防禦工作。貝里琉島實際戰鬥兵員約6千人。
經過在所羅門群島、吉爾伯特及馬紹爾群島和馬里亞納群島的損失後，帝國陸軍成立了一個研究小組，制定一個新的島嶼防禦戰術。因為海灘防線容易被海軍砲火摧毀，該小組放棄原先的海灘的外線防守戰術。新的戰術只擾亂登陸，而依托內陸陣地進行防禦。中川州男大佐利用崎嶇的地形，建造了一系列堅固的掩體、洞穴和地下陣地系統，形成一個“蜂窩”式的內陸要塞陣地，
原先的自殺攻擊魯莽無效，日軍改用協調的反擊。這些改變使得美軍投入一場血腥的消耗戰，迫使他們投入更多資源進行攻擊。

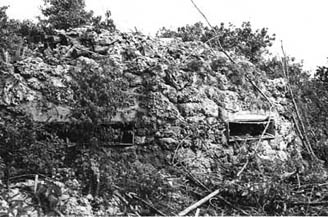
日軍要塞

中川的防禦力量集中在貝里琉的最高點五姐妹山，這裡是丘陵和陡峭山脊的集中地。位於貝里琉的中心，五姐妹山能俯視該島的大部份地區，其中包括關鍵的機場。五姐妹山有大約500個石灰岩洞穴，由隧道相連。其中許多是由之前的礦井變成了防禦陣地。工程師裝上鋼製裝甲滑動門，門上射擊孔能同時提供火炮和機槍射擊。
在五姐妹山的日軍裝備了約200門九七式迫擊炮、58挺九二式重機槍、200挺九六式輕機槍，由17輛九五式輕戰車及反坦克支隊支援。洞穴入口處被建成傾斜狀以抵禦手榴彈和火焰噴射器攻擊。山洞和掩體連接到貝里琉中部一個龐大的系統，這使得日軍可以隨時撤離或重新佔領陣地，並可獲得收縮內線的好處。
日本還使用了沙灘地形的優勢。登陸灘頭北端面臨30英尺（9.1）長的珊瑚海灘海角，可從一個小半島俯視整個海灘，後面的個地點，美國人只稱之為“點”。爆破成洞的山脊可容納1門一式47公厘反戰車砲和6門20毫米機關炮。陣地是被密封關閉，只留下一個小發射狹縫攻擊海灘。類似的陣地被建立在沿2英里（3.2）長的登陸海灘上。
日軍在海灘布置了成千上萬的阻擋登陸艇的障礙工事，主要是地雷，並埋下大量的重型炮彈露出引信，一旦被輾過就會爆炸。日軍在灘頭部署一個大隊阻敵登陸，但防禦目的只是為了遲滯美軍的推進。入侵部隊最終會進入內陸，在沿山脊和丘陵的防線上被圍攻。

### 美軍

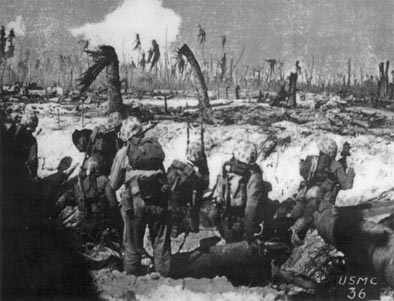
戰鬥中的美國海軍陸戰隊

不同於日軍在即將到來的戰鬥中大幅改變戰術，即使日軍在比亞克島戰役中固守，遲滯戰術進行了兩個月，使美軍蒙受3千人的傷亡，美軍的入侵計劃還是跟以往的兩棲登陸一樣，沒有調整。對於貝里琉戰役，美軍參謀人員選擇在西南面的海灘登陸，因為這裡靠近南貝里琉機場。第1陸戰團由劉易斯·伯韋爾·普勒上校指揮，在海灘北部登陸；第5陸戰團由哈羅德·哈里斯上校指揮，在海灘中部登陸；第7陸戰團由赫曼·漢納根上校指揮，在南部登陸。
第11陸戰團是該師的炮兵團，將在步兵團登陸後上岸。計劃是第1和第7團向內陸推進，以掩護第5團的左右兩翼，並讓他們直接攻佔在登陸灘頭中部的機場。第5陸戰團將向東部海岸前進，將島分成兩半。第1陸戰團將向北推進至五姐妹山，而第7陸戰團將掃蕩島嶼南端。只留下1個營作為預備隊，而陸軍第81步兵師可隨時從貝里琉以南的安加爾趕來增援。
9月4日，海軍陸戰隊從瓜達爾卡納爾島以北的帕武武島，航行2,100英里（3,400）橫渡太平洋到達貝里琉。海軍的水下爆破隊首先清除了在海灘的障礙物，而海軍的戰艦在9月12日開始入侵前對貝里琉的轟擊。
戰艦賓夕法尼亞號、馬利蘭號、密西西比号、田納西號及愛達荷號，重巡洋艦印第安納波利斯號、路易斯維爾號、明尼阿波利斯號及波特蘭號，輕巡洋艦克里夫蘭號、丹佛號及檀香山號在麦金利号的指挥下，向面积只有6平方英里（16平方）的小岛炮击3天，加上3艘航空母艦、5艘輕型航空母艦及11艘护航航空母舰发动的空袭，美军共投下519發16英寸（410）炮彈、1,845發14英寸（360）炮彈、1,793枚500磅炸彈和73,412發12.7毫米口徑子彈。
美軍以為炮擊相當成功，傑西·奧爾登多夫少將聲稱海軍已經無目標可以攻擊。事實上，大多數日軍陣地完全沒有受損，即使守衛海灘的營級單位亦幾乎毫髮無損。美軍進攻時，島上的守軍採用不尋常的射擊規則，以避免暴露守軍的位置。炮轟只摧毀了島上的日軍飛機，以及機場周圍的建築物。日軍的陣地仍然堅固，準備迎擊進攻部隊的登陸行動。

## 戰役過程

### 登陸

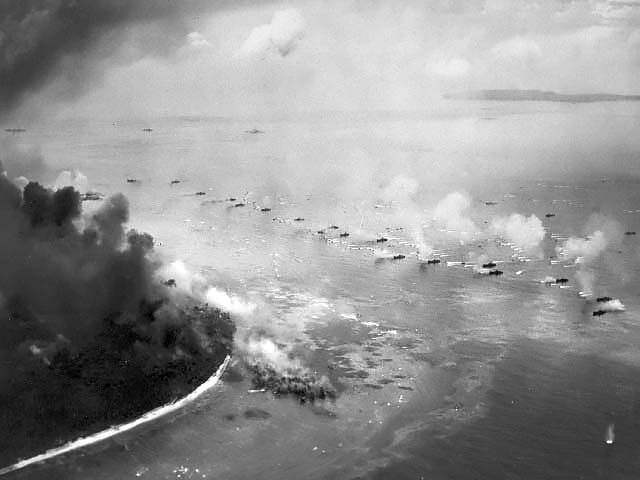
第1波LVT兩棲登陸車輛駛向海灘

海軍陸戰隊是在1944年9月15日早上8時32分登陸；第1陸戰團在北面的“白灘”登陸，及第5和第7陸戰團在中部和南部的“橙灘”登陸。當登陸艇靠近海灘時，日軍打開了掩護陣地的鋼門，用裡面的火砲射擊。珊瑚海岬上兩翼的陣地以47 毫米火砲和20毫米機關炮攻擊海軍陸戰隊。到9時30分，日軍已經摧毀了60輛LVT兩棲登陸車和DUKW。

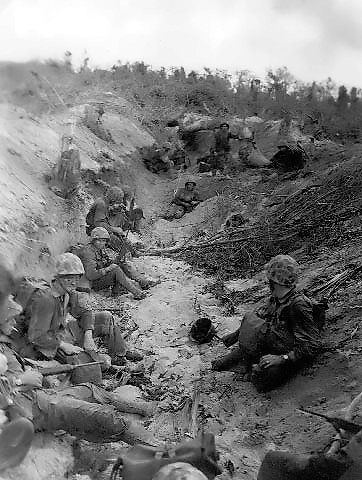
在橙灘的美國第5陸戰團

第1陸戰團的士兵很快陷入了來自“點”的強大火力網中。普勒上校搭乘的履帶式兩棲登陸車被1枚高速砲彈直接擊中，僥倖逃過一死，而他的整個通信單位則在前往海灘的途中被1枚47 毫米炮彈消滅。在南面的第7陸戰團的則是崎嶇的海岸，上面佈滿人造與天然的障礙物，他們的登陸車被迫以縱隊前進。他們很多履帶式兩棲登陸車在前進時被擊毀，使他們不得不離開車輛，在水深及胸或更高的通過珊瑚礁涉水上岸，同時暴露在日軍機槍的火網下；傷亡令人震驚，許多士兵到達海灘時已失去了他們的步槍和其他必要的裝備。
第5陸戰團在D-日取得了最大的進展，由於他們距離守衛左右兩側的重炮台距離較遠。他們向機場推進，但遇到了中川的第一波反擊。中川的坦克穿過機場擊退了第5陸戰團，但很快就被美軍的坦克、火炮、艦炮和俯衝轟炸機攻擊。中川的坦克連同隨行步兵很快就被消滅了。
在D-日日終時，美軍從登陸灘頭前進了2英里（3 公里），但其他的就無能為力。在南面他們最多向內陸地區推進了1英里，但在北面的第1陸戰團因為來自“點”無情的攻擊而進展甚微。 海軍陸戰隊在D-日遭受1,100人傷亡，其中大約200人死亡及900人受傷。魯佩圖斯以為日軍的守勢很快就會崩潰，因為他們的外圍防線已被攻破，但他不知道的敵人已經改變了戰術。

### 機場/南貝里琉

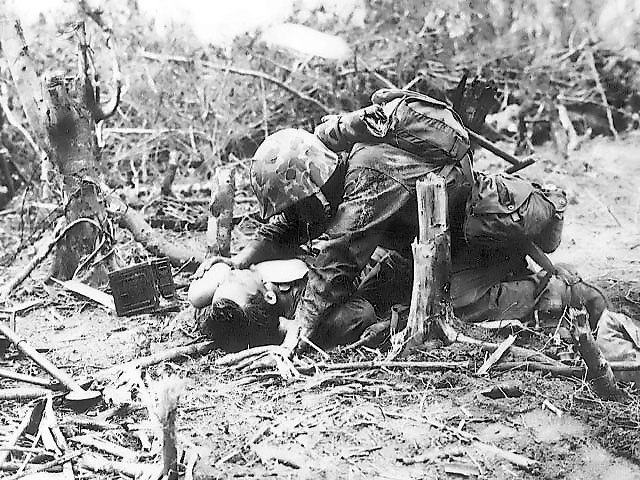
1名受傷的陸戰隊士兵正接受飲水

在D+1日，第5陸戰團轉向攻佔機場和向東部海岸推進。他們快速通過機場時被北方高地的猛烈炮火攻擊，遭受重大的傷亡。攻佔機場後，他們迅速推進到貝里琉東端，把島嶼南側的守軍留給第7陸戰團殲滅。
這個地區受到日軍的激烈爭奪，他們仍然佔據大量的碉堡。氣溫徘徊在華氏115度（攝氏46度），許多海軍陸戰隊很快因中暑而無法作戰。更麻煩的是，海軍陸戰隊的飲水是用用過的汽油桶運送，使得所有的飲用水都被汽油汙染了。儘管如此，在D+7日第5和第7陸戰團依然完成其目標，控制機場和島嶼的南部部分，然而直到戰役結束為止，機場一直暴露在五姐妹山上日軍炮火的威脅中。
美軍在D+2日開始使用機場。海軍陸戰隊第1偵察中隊的L-2型草蜢偵察機開始在空中引導海軍陸戰隊炮兵和海軍炮火。9月26日（D+11日），海軍陸戰隊VMF-114中隊的海盜式在機場降落。海盜式開始對帛琉執行俯衝轟炸任務，發射火箭彈射入洞穴入口支援步兵，並使用凝固汽油彈進行攻擊，該武器是第2次被用於太平洋地區。凝固汽油彈的實戰成果不錯，把用來隱藏蜘蛛洞的植物燒毀，同時殺死洞內的人。

### 點

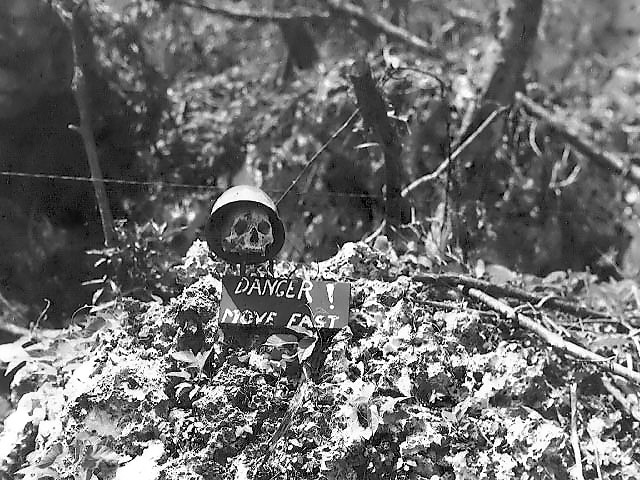
1944年10月在貝里琉的前線警告標誌

在“點”上的洞穴要塞持續對整個登陸灘頭造成重大傷亡。普勒下令1團3營K連連長喬治·亨特上尉指揮K連攻佔該陣地。他的K連在攻擊海灘時已失去了大部分機槍，在進攻“點”時更缺乏補給品。亨特的1個排近1整天陷於在諸要塞的交叉火網中而動彈不得。而日軍在其餘的連隊的戰線上打開了1個突破口，切斷他們的右翼，使整連處於極端危險的境地。
然而，1個步槍排開始把日軍20毫米機關炮要塞一個接一個地消滅。在煙霧彈的掩護下，他們席捲了每一洞，使用槍榴彈摧毀這些陣地。在清除了6個20毫米機關炮要塞後，海軍陸戰隊前往攻擊裝有47毫米反戰車炮的洞穴。1名中尉使用煙霧彈遮住了47毫米炮手的視線，讓亨利.哈恩下士通過日軍碉堡的槍炮孔投扔了1枚手榴彈。手榴彈引爆了47毫米砲彈，迫使洞穴內的守軍逃出，繼而被美軍槍殺。
在K連攻佔了“點”後，中川州男為了奪回了這塊寶貴的要地，不斷的發動反擊。接下來的30小時中，日軍對這個嚴重缺乏補給和飲用水的連隊發動4次大規模的反擊。美國海軍陸戰隊員很快不得不使用徒手肉搏戰來抵禦日軍的進攻。當增援的美軍到達時，該連只剩18人，在“點”的戰鬥中共傷亡157人。亨特上尉與哈恩下士事後被授予海軍十字勳章，以表揚他們的行動。

### 埃塞布斯島
第5陸戰團隊攻佔了機場後，被送往攻佔貝里琉以北的埃塞布斯島。埃塞布斯島上佈滿許多日軍炮兵陣地，並有1個機場仍在建設中。這種小島與貝里琉島之間有1條小堤道連接，但第5陸戰團司令哈里斯選擇不作岸到岸登陸，因他預測堤道是島內守軍1個明顯的目標。
哈里斯在9月28日對該島實施登陸前的炮轟，由陸軍的150 毫米火砲、海軍炮火、第11陸戰團的榴彈砲實施，輔以VMF-114中隊的海盜式和靠近的履帶式兩棲登陸車上的75 毫米炮火進行。不同於海軍在貝里琉的轟炸，哈里斯對埃塞布斯島的突擊是非常成功的，消滅了大部分的日本守軍。海軍陸戰隊在山脊和洞穴仍然面臨反抗，但該島迅速陷落，第5陸戰團的傷亡相對較輕。他們共有15人死亡、33人受傷，並造成日軍470人傷亡。

### 血腥鼻頭角

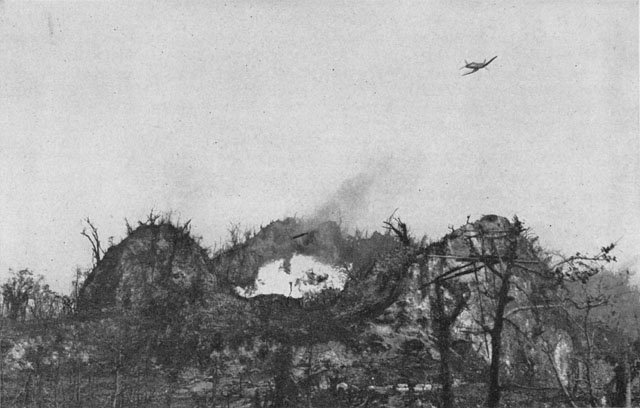
1架海盜式飛機向日軍在五姐妹山制高點的陣地投下凝固汽油彈

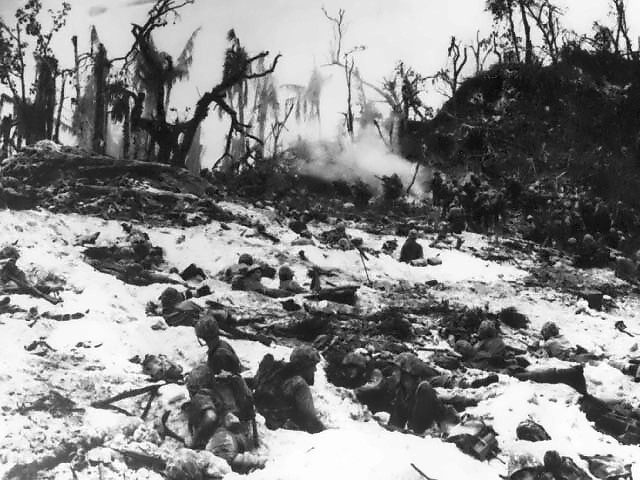
陸戰隊士兵在散兵坑等待進攻

攻佔“點”後，第1陸戰團隊向北進入五姐妹山口袋裡，海軍陸戰隊稱之為“血腥鼻頭角”。普勒率領他的部下進行多次攻擊，但每一次攻擊均被日軍迅速瓦解。第1陸戰團被困在山脊狹窄的路徑之間，山脊之間的工事均有致命的炮火互相支援。
海軍陸戰隊的傷亡也越來越高，他們慢慢地通過山脊前進。日軍再次顯示出不尋常的開火規律，在可以造成最大的傷亡時才進行攻擊。由於人員傷亡，日軍狙擊手開始瞄準擔架的攜帶者，知道如果2個擔架攜帶者受傷或死亡，更多的人則必須撤回以取代他們，狙擊手可以逐步地敲掉越來越多的海軍陸戰隊員。為代替他們的萬歲攻擊，日軍將在晚間滲透到美軍防線攻擊在散兵坑的海軍陸戰隊。海軍陸戰隊建立了2人散兵坑，使其中1人可以睡覺，而另1人防止滲透。
當第1陸戰團在雷蒙德·戴維斯少校率領下攻擊第100號山頭時，在血腥鼻頭角爆發了1場特別血腥的戰鬥。經過超過6天的戰鬥，該團71%的人員遭受傷亡。埃弗里特·波普上尉和他的連深深滲入山脊，帶領餘下的90人攻佔第100號山頭。花了一整天的浴血奮戰，他到達到他以為山上的頂峰，但結果是血腥鼻頭角上又有另1個山脊，被更多的日本守軍佔據著。
被困在山脊的基地後，波普建立1個小防禦圈，這被日軍無情地攻擊了整個晚上。士兵們很快用完了子彈，並用刀子和拳頭對進攻部隊進行襲擊，甚至向日軍投擲珊瑚岩和彈藥空箱。波普和他的部下成功地堅守直到天亮。當他們撤離陣地時，只有9名士兵依然生存。波普因此而獲頒授榮譽勳章。

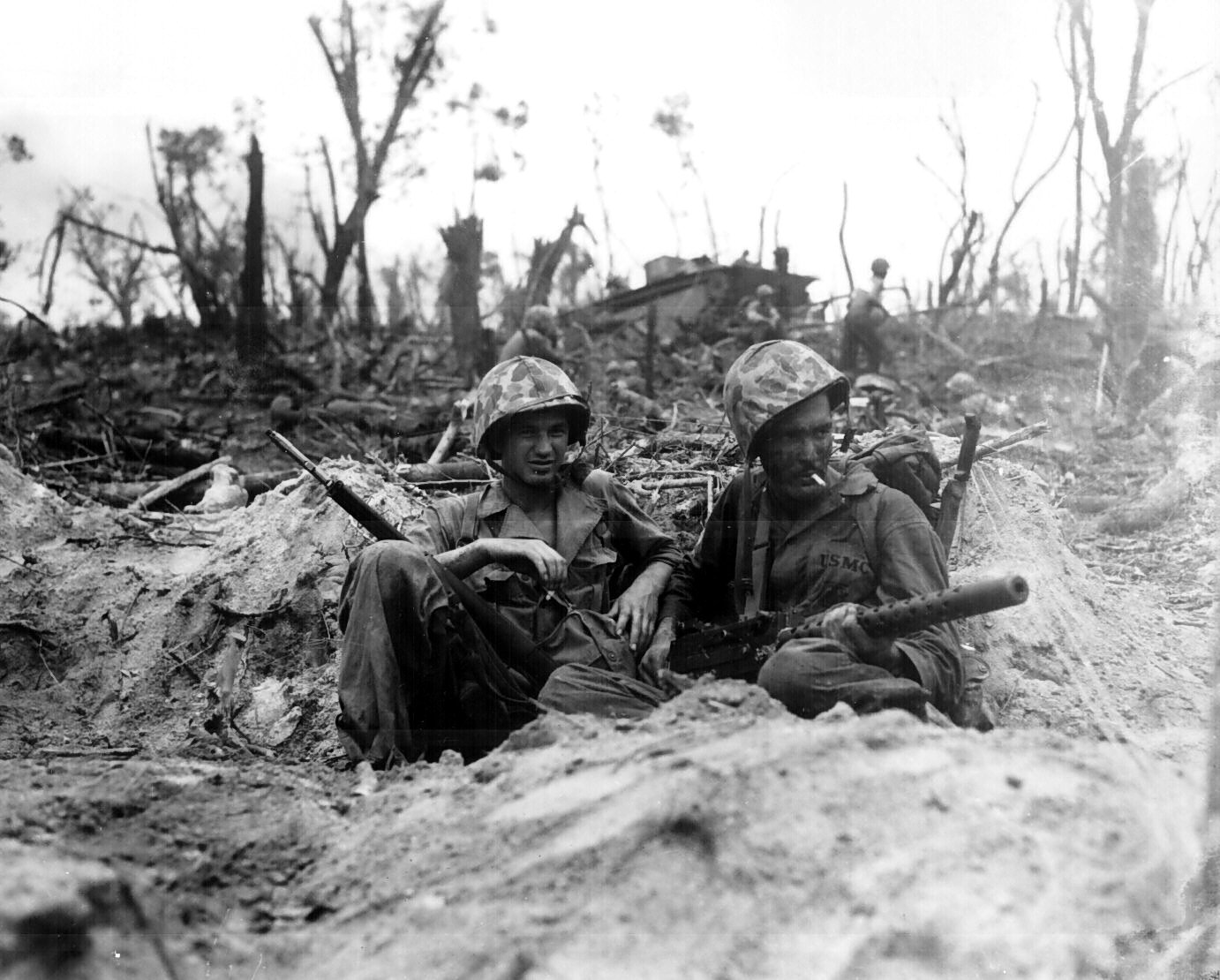
2名海軍陸戰隊隊員在貝里琉的掃蕩行動中休息

日軍最終對波普的第1陸戰團造成百分之60的傷亡，3,000人中失去了1,749人。經過6天在五姐妹山脊致命的戰鬥，第3兩棲軍司令羅伊·蓋格將軍，派出第81步兵師單位向貝里琉增援。第321團戰鬥隊於9月23日在五姐妹山北端貝里琉西部海灘登陸。第321團，以及第5和第7陸戰團全面進攻五姐妹山，他們遭受類似的傷亡。
到10月中旬，第5和第7陸戰團在通過山脊費力地奪回道路時都損失了大約一半的士兵。蓋格之後決定把整個海軍陸戰隊第1師撤離，以兵力更多的陸軍第81步兵師取代。第323團戰鬥隊在10月15日登陸，到10月的第3週，幾乎所有的海軍陸戰隊已被撤回到帕武武岛。
陸軍部隊向在血腥鼻頭角的日軍殘餘大舉進攻，戰鬥直至次月該島失陷為止。
11月24日，中川州男大佐最後宣布：「劍已斷，矛已無」，隨後島上司令部向大本營發送了玉碎訣別電報「櫻花櫻花」，中川大佐燒毀了聯隊旗，並於戰鬥指揮所切腹自殺，村井權治郎少將亦自決。隨著中川大佐、村井少將之後，重傷士兵也進行自決。最後，步兵第2聯隊副官根本甲子郎大尉率以下55名殘存部隊對美軍實施了「萬歲衝鋒」，全員陣亡。
中川州男大佐死後特晉兩級為陸軍中將，其作戰經驗被日軍吸收，並應用於之後的硫磺島和冲繩島防禦戰中。村井權治郎少將戰死後晉一級為陸軍中將。
日軍关口正中尉、園部豐三中尉與26名隸屬步兵第2聯隊的士兵和8名第45防衛隊水兵在貝里琉的洞穴中堅守游击战。关口中尉和園部中尉于1945年1月3日战死，山口永少尉等34人一直坚持1947年4月22日。最终在日本海軍将领澄川道男（原日本海军第四舰队参谋长）說服下向美军投降，日后山口永等人组建了战友会“三十四会”。這是第二次世界大戰的最後1次正式投降。

## 結果

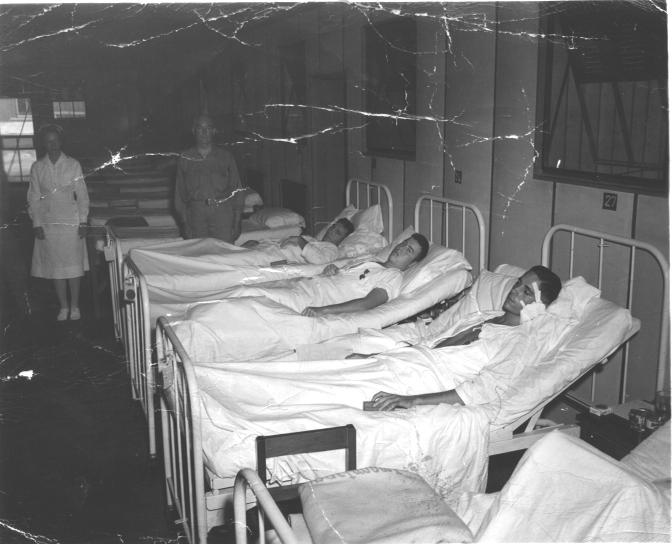
在貝里琉戰役中負傷的陸戰隊士兵於瓜達爾卡納爾島的醫院接受治療

削除日軍在五姐妹山周圍的口袋被認為是整個第二次世界大戰中美國軍事上面對最困難的戰鬥。第1陸戰師被嚴重削弱並退出前線，直到1945年4月1日入侵沖繩時才重返戰場。在貝里琉的數個月期間，第1陸戰師的傷亡人數超過6,500人，佔全師的三分之一以上。第81步兵師在該島作戰期間遭受超過 3,000人的傷亡。
戰後的分析指出美軍平均要消耗1500枚的彈藥才能擊殺一名日軍守軍。整場戰役中，美軍共消耗了超過一千三百萬枚.30卡賓槍彈、一百五十萬枚.45 ACP、將近七十萬枚.50 BMG、一百一十八萬多顆手榴彈以及約一百五十萬枚迫擊炮彈。
雖然在戰前日軍有徵用居民進行軍事強化工事，然而在戰鬥開始前不久日軍強制撤離所有居民（日本人160人、朝鮮人1人、當地島民899人）至巴貝圖阿普島與柯羅島，因此居民沒有任何傷亡。
該戰役頗有爭議，原因是該島缺乏戰略價值。在貝里琉被攻佔的機場在進攻襲擊菲律賓時沒派上用場，而該島從未被使用作為隨後實施的入侵行動之平台；帛琉以北加羅林群島的烏利西環礁，反而被用來作為入侵沖繩的1個中轉基地。此外，戰役中只有很少的新聞報導。由於魯佩圖斯“3天戰勝”的預測，只有6名記者上岸打擾。該戰役也因麥克阿瑟重返菲律賓和盟國在歐洲擊敗德國而被忽略。
在安加爾和貝里琉的戰鬥讓美軍見識了往後日軍的島嶼防禦模式，而他們將再次在硫磺島和沖繩島碰到類似的情況。 在硫磺島時，兩棲進攻前的海軍炮擊只比在貝里琉時稍微有效，而在沖繩的登陸前炮擊則大幅改善。在硫磺島，利用蛙人同時在東西兩岸水下破壞肅清的戰術成功混淆了敵人，但在沖繩時卻讓日本守軍察覺進攻的確切位置。在帛琉的美軍地面部隊獲得了向戒備森嚴的陣地攻擊的經驗，他們將在沖繩面臨相同的困境。
根據小威廉·海爾賽將軍的建議，美軍取消了佔領加羅林群島中的雅蒲島之行動。事實上，海爾賽原先建議取消在帛琉和安加爾的登陸，將海軍陸戰隊改投入到雷伊泰島，但被尼米茲駁回

## 榮譽和讚譽
參與攻佔貝里琉的8名海軍陸戰隊員被授與美軍最高榮銜榮譽勳章，其中5人被追授的（所顯示 *）：
- 劉易斯·巴塞爾（英语：Lewis K. Bausell）下士，5團1營（英语：1st Battalion 5th Marines）（1/5）
- 亞瑟·傑克遜（英语：Arthur J. Jackson）一等兵，7團3營（英语：3rd Battalion 7th Marines）（3/7）
- 理查德·克勞斯（英语：Richard E. Kraus）一等兵，第1師第8營兩棲牽引車大隊
- 約翰.新（英语：John D. New）一等兵，7團2營（英语：2nd Battalion 7th Marines）（2/7）
- 韋斯利·菲爾普斯（英语：Wesley Phelps）一等兵，7團3營（3/7）
- 埃弗里特·包普（英语：Everett P. Pope）上尉，1團1營（英语：1st Battalion 1st Marines）（1/1）
- 查爾斯·羅安（英语：Charles H. Roan）一等兵，7團2營（2/7）
- 卡爾頓·若（英语：Carlton R. Rouh）中尉，5團1營（1/5）

## 紀念
- 美國海軍塔拉瓦級貝里琉號兩棲突擊艦（USS Peleliu LHA-5）以此次戰役命名。

## 影视呈现
貝里琉戰役是HBO連續劇“太平洋戰爭”（2010年）第5、第6和第7集的題材。

## 附錄
1. ↑  .   [2010-07-17]. （原始内容存档于2007-02-21）.
2. ↑  .   [2010-07-17]. （原始内容存档于2016-03-03）.
3. ↑  Fackler2015年4月10日, Martin. . 纽约时报中文网. 2015-04-12  [2020-09-16]. （原始内容存档于2021-02-10） （中文（简体））.
4. ↑  Alexander, Storm Landings, p. 110.
5. ↑  『戦史叢書 中部太平洋陸軍作戦（2）ペリリュー・アンガウル・硫黄島』208頁
6. ↑  . Historical Branch, G-3 Division, Headquarters, U.S. Marine Corps.   [2010-04-11]. （原始内容存档于2021-02-10）.
7. ↑  Hastings, Retribution, pp. 236-244.
8. ↑  Morison, 1958, p. 46.
9. 1 2  Alexander,Storm Landings, p. 95.
10. ↑  Morison, 1958, p. 47.
11. ↑  . Historical Branch, G-3 Division, Headquarters, U.S. Marine Corps.   [2010-04-11]. （原始内容存档于2021-02-10）.
12. ↑  . Australian Government Department of Veterans' Affairs.   [2010-04-11]. （原始内容存档于2010-04-10）.

## 附加參考
- Camp, Dick. . Zenith Press. 2009. ISBN 0760334935.
- Hallas, James H. . Praeger/Greenwood. 1994. ISBN 0275946460.
- Sloan, Bill. . Simon and Schuster. 2005. ISBN 0743260090.

## 外部連結
- Anderson, Charles R. . The U.S. Army Campaigns of World War II. U.S. Army Center of Military History.   [2006-12-19]. （原始内容存档于2021-04-17）.
- Burbeck, James. . Animated Combat Map. The War Times Journal. 2008  [2008-08-09]. （原始内容存档于2008-05-10）.
- Chen, C. Peter. . World War II Database. 2007  [2007-10-19]. （原始内容存档于2007-10-06）.
- Gayle, BGen Gordon D. . Marines in World War II Commemorative Series. Marine Corps Historical Center. 1996  [2006-12-19]. （原始内容存档于2007-01-01）.
- Gypton, Jeremy. . MilitaryHistoryOnline.   [2010-07-17]. （原始内容存档于2007-02-21）.
- Hough, Frank O. . USMC Historical Monograph. Historical Branch, G-3 Division, Headquarters, U.S. Marine Corps. 1950  [2006-12-19]. （原始内容存档于2007-02-19）.
- Kier, Mike. .   [2006-12-19]. （原始内容存档于2006-12-19）.
- Smith, Robert Ross. . United States Army in World War II:  The War in the Pacific. U.S. Army Center of Military History. 1996  [2006-12-19]. （原始内容存档于2009-02-18）.
- Video footage, from the U.S. National Archives, depicting the Battle of Peleliu （页面存档备份，存于）

7°01′N 134°15′E / 7.017°N 134.250°E